# Lovers Rock
Lovers Rock ist eine Stilrichtung des Reggae, die sich ab Mitte der 1970er Jahre von Großbritannien ausgehend entwickelte. Im Lovers Rock verschmilzt Reggae mit Elementen des Soul und R&B, in den Texten herrschen romantische Themen vor. 
Liebeslieder waren schon früher ein fester Bestandteil des Reggae, hatten aber nie ein eigenes Subgenre gebildet. Als aber während der 1970er Jahre der Roots-Reggae und Mainstream des Reggae sich zunehmend politisch-sozialkritischen oder spirituellen Themen der Rastafari-Bewegung widmete, entwickelte sich von London ausgehend der Lovers Rock als „Antithese“, als ein Stil, der sich durch leichtere Themen und weichere Musik unterschied. Der erste Lovers-Rock-Hit war 1975 Caught You in a Lie von Sängerin Louisa Mark, eine Coverversion eines Songs von Robert Parker. Stilistisch war der Song eine Fusion aus Soul und Reggae, Produzent Dennis Bovell gilt damit als einer der Begründer des neuen Stils. 
Lovers Rock konnte sich zwar zu keiner Zeit als vorherrschender Stil in Jamaika etablieren, fand aber auch dort Anklang beim Publikum und zahlreichen Roots-Reggae-Musikern, die sich musikalisch davon beeinflussen ließen oder ihr Repertoire um dieses Genre erweiterten, wie u. a. Sugar Minott, Gregory Isaacs, Dennis Brown und Freddie McGregor. Die Bedeutung, die Lovers Rock für die allerdings deutlich kleinere Reggae-Szene Großbritanniens vor allem Ende der 1970er und während der 1980er Jahre hatte, erreichte er im Heimatland des Reggae allerdings nie. Bedeutende Vertreter des britischen Lovers Rock sind u. a. Maxi Priest, Sandra Cross und Aswad.